# The Byrds
Ne doit pas être confondu avec The Birds.
Pour leur album, voir Byrds (album).
The Byrds est un groupe américain de rock originaire de Los Angeles, Californie. Le groupe est formé en 1964, et disparait en 1973. Durant sa décennie d'existence, il connaît de nombreux changements de musiciens ; le guitariste et chanteur Roger (Jim) McGuinn est le seul à en avoir toujours fait partie. Les Byrds ne connaissent le succès commercial qu'à leurs débuts, en 1965-1966, mais ils sont considérés comme l'un des groupes les plus influents du rock des années 1960, ayant contribué à la naissance du genre folk rock avec leur reprise de Mr. Tambourine Man (1965), puis à l'émergence du rock psychédélique avec le single Eight Miles High (1966), avant de s'orienter vers le country rock, un autre genre dont ils sont les pionniers avec l'album Sweetheart of the Rodeo (1967).
À l'origine, les Byrds se composent de Roger McGuinn (chant, guitare), Gene Clark (chant, tambourin), David Crosby (chant, guitare rythmique), Chris Hillman (chant, basse) et Michael Clarke (batterie). Dès 1966, Gene Clark quitte le groupe où il se sent de plus en plus isolé. Les autres continuent l'aventure à quatre jusqu'au départ de Crosby et Michael Clarke en 1968 après leur album The Notorious Byrd Brothers. De nouveaux membres sont recrutés, dont le musicien country Gram Parsons, mais il s'en va dès l'année suivante de même que Hillman. McGuinn se retrouve alors le dernier membre d'origine du groupe. Il engage de nouveaux musiciens, dont le guitariste Clarence White et le groupe connaît une certaine stabilité au début des années 1970. Cette formation tardive des Byrds est dissoute au début de l'année 1973 afin de permettre la réunion du quintette original, qui enregistre un unique album avant de se séparer.
Plusieurs membres des Byrds connaissent par la suite le succès en solo ou au sein de groupes comme Crosby, Stills, Nash and Young pour David Crosby ou The Flying Burrito Brothers pour Chris Hillman et Gram Parsons. Les cinq membres originaux se retrouvent pour la dernière fois à l'occasion de l'entrée du groupe au Rock and Roll Hall of Fame, en janvier 1991, quelques mois avant le décès de Gene Clark.

## Historique

### Formation (1964)

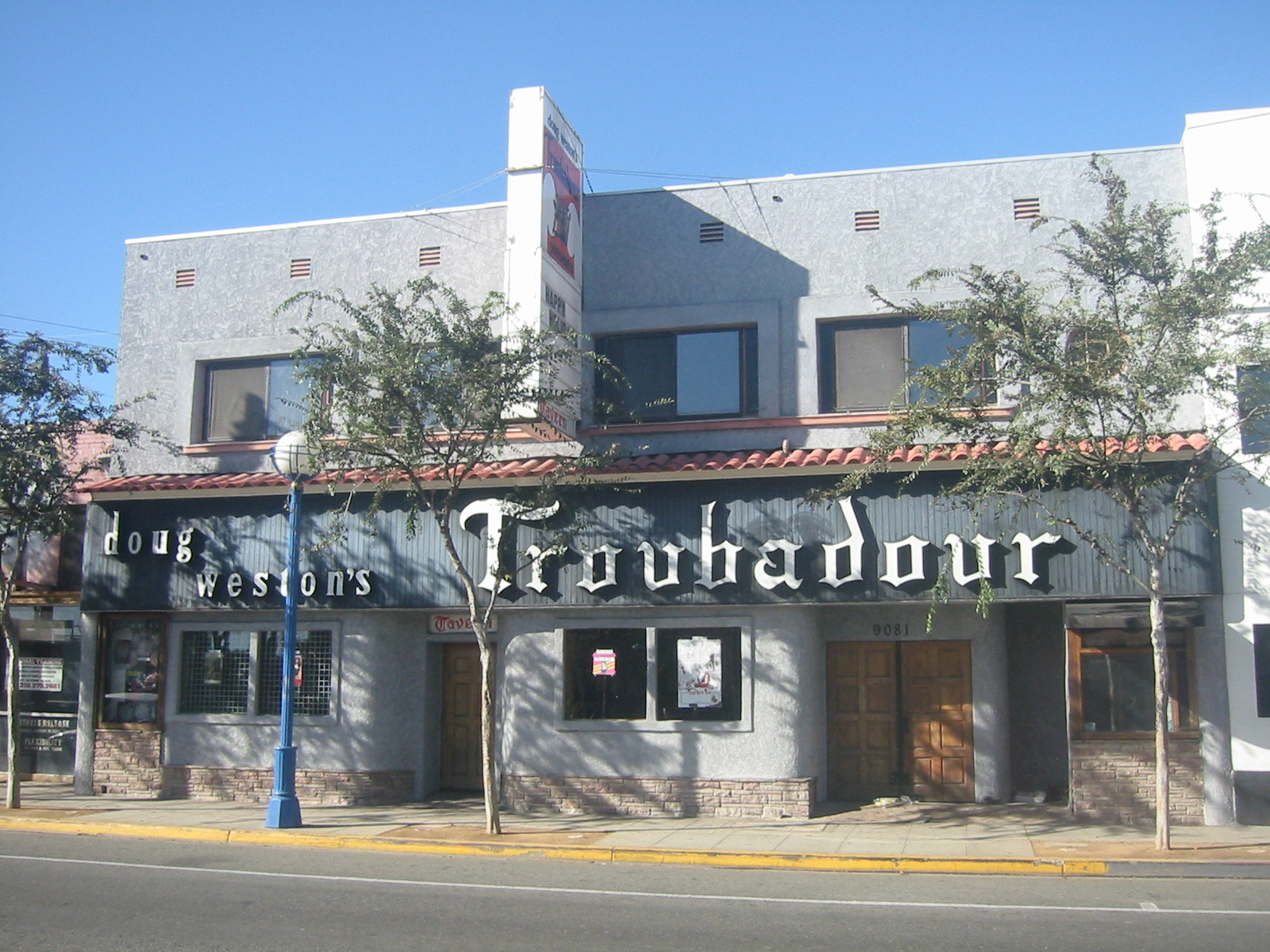
C'est au Troubadour, une boîte de nuit de Los Angeles, que Jim McGuinn et Gene Clark font connaissance en 1964.

Le trio se compose de Jim McGuinn, Gene Clark et David Crosby et se forme au début de l'année 1964 à Los Angeles. Tous trois ont fait leurs armes sur la scène des cafés folk, en solo et au sein de divers groupes. McGuinn a également connu une expérience d'auteur-compositeur au Brill Building, sous le tutorat de Bobby Darin. Séduit par la musique des Beatles, il commence à introduire des reprises acoustiques de leurs chansons dans son répertoire. Après un concert au Troubadour, il est contacté par un autre fan des Beatles : Gene Clark. Les deux jeunes gens forment un duo à la Peter and Gordon, interprétant des reprises des Beatles, des versions « beatlisées » de chansons folk traditionnelles, et quelques-unes de leurs propres compositions. David Crosby les rejoint peu après ajoutant ses harmonies vocales à leurs performances. Le trio adopte pour nom « The Jet Set », inspiré par la passion de McGuinn pour l'aéronautique.
Crosby présente son associé Jim Dickson à McGuinn et Clark. C'est grâce à lui que Crosby a pu enregistrer des démos aux studios World Pacific. Dickson se rend très vite compte du potentiel du trio et devient leur manager, tandis que son partenaire en affaires Eddie Tickner devient leur comptable et gère leurs finances. Les répétitions des Jet Set aux studios World Pacific leur permettent d'affiner leur mélange de pop inspirée par les Beatles et de folk traditionnelle ou dylanesque. Ce nouveau son folk rock émerge naturellement avant que le groupe ne décide consciemment de fusionner les deux genres. Les démos enregistrés par le trio durant cette période sont parus ultérieurement sur diverses compilations, la première, Preflyte, sortie dès 1969.
Michael Clarke rejoint les Jet Set en tant que batteur à la mi-1964. Son expérience se limite à avoir joué des congas en semi-professionnel autour de San Francisco et Los Angeles, et s'il est recruté, c'est surtout parce qu'il est joli garçon, avec sa coupe de cheveux à la Brian Jones. Il ne possède même pas de batterie et en est réduit à jouer sur des boîtes en carton couronnées d'un tambourin dans un premier temps. Pendant ce temps, Dickson conclut un accord avec Jac Holzman, le fondateur d'Elektra Records, pour la parution d'un 45 tours. Le single Please Let Me Love You / Don't Be Long est enregistré par McGuinn, Clark et Crosby avec deux musiciens de studio, Ray Pohlman (basse) et Earl Palmer (batterie). Il est publié sous le nom « The Beefeaters », jugé plus « britannique » et donc plus vendeur à une époque où la British Invasion touche de plein fouet les États-Unis. Malgré cela, le 45 tours passe inaperçu des hits-parades à sa sortie, en octobre.
Entre-temps, au mois d'août 1964, Dickson met la main sur un acétate d'une chanson de Bob Dylan inédite, Mr. Tambourine Man. Il pense que les Jet Set pourraient en faire une bonne reprise. Bien qu'ils ne soient guère convaincus par la chanson de prime abord, ils l'essaient en adoptant une signature rythmique de 4/4, plus rock que la 2/4 d'origine. Afin d'encourager le groupe à croire en cette chanson, Dickson invite Dylan aux studios World Pacific pour y écouter le groupe. Impressionné, Dylan s'exclame : « Woah, mec ! On peut danser là-dessus ! », dissipant les derniers doutes concernant la viabilité de cette reprise.
Après le visionnement du film des Beatles A Hard Day's Night, les Jet Set décident d'adopter des instruments semblables à ceux des Fab Four : une guitare 12 cordes Rickenbacker pour McGuinn, une batterie Ludwig pour Michael Clarke et une guitare Gretsch Tennessean pour Gene Clark. Crosby s'approprie rapidement cette dernière et Clark est relégué au tambourin,. En octobre, Dickson recrute Chris Hillman, qui joue la mandoline et a œuvré dans plusieurs groupes de bluegrass comme bassiste du groupe.
Les Jet Set décrochent un contrat avec Columbia Records grâce à une connaissance de Dickson, l'imprésario Benny Shapiro, sur la recommandation du trompettiste de jazz Miles Davis. Ils signent le 10 novembre 1964. Deux semaines plus tard, durant le repas de Thanksgiving chez Eddie Tickner, ils décident de se rebaptiser « The Byrds ». Ce nouveau nom conserve l'idée de vol, et l'orthographe bousculée (un Y à la place du I) rappelle les Beatles,.

### Folk rock (1965–1966)

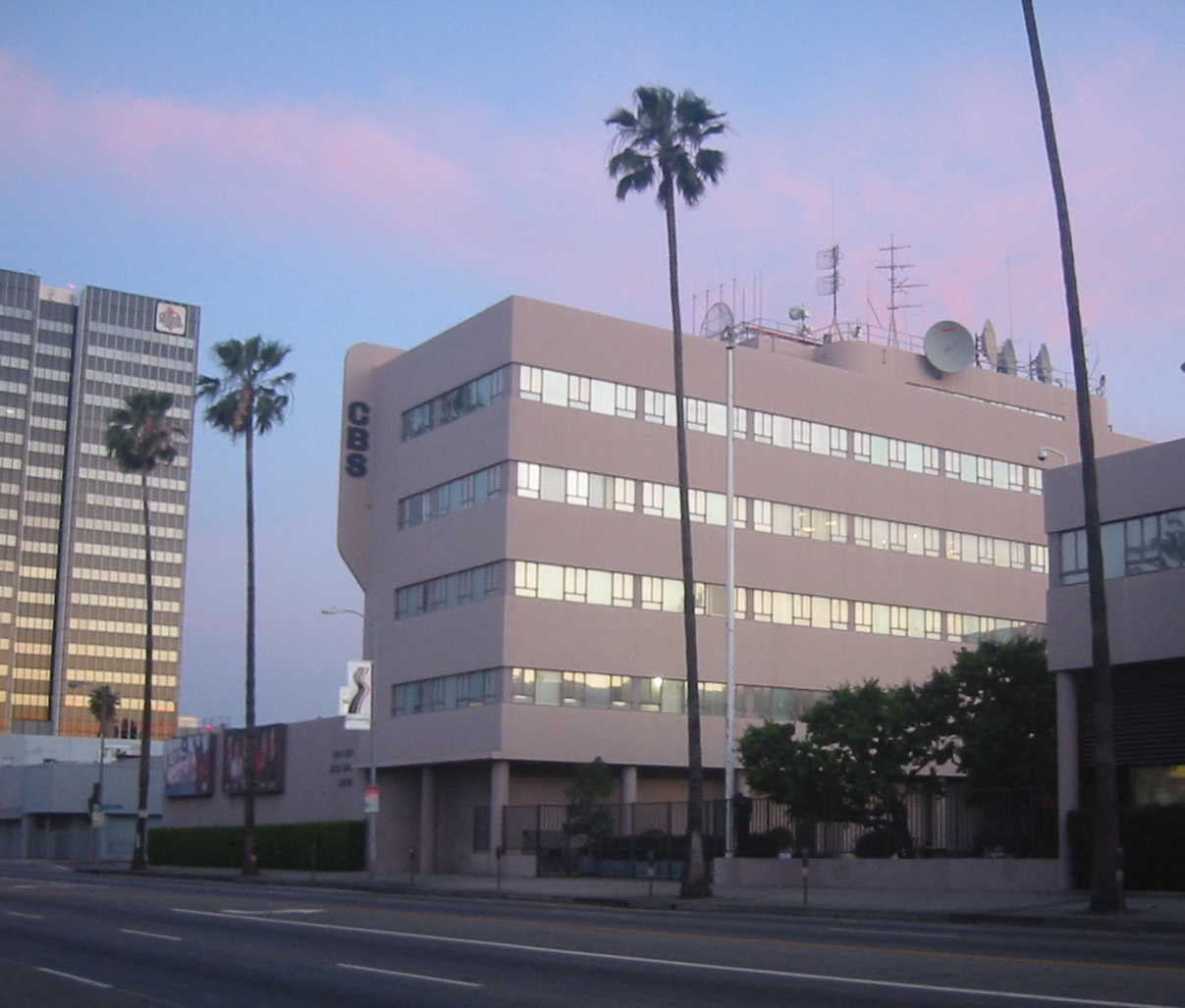
Les studios Columbia d'Hollywood, où les Byrds enregistrent Mr. Tambourine Man en janvier 1965.

Les Byrds se rendent aux studios Columbia d'Hollywood le 20 janvier 1965 pour y enregistrer leur premier 45 tours sur le label Columbia : la reprise de Mr. Tambourine Man en face A et I Knew I'd Want You, une composition de Gene Clark, en face B,. Comme le groupe n'est pas encore tout à fait à l'aise, le producteur Terry Melcher décide de faire appel à des musiciens de studio : aux côtés de McGuinn à la guitare douze cordes, les deux chansons sont enregistrées par le batteur Hal Blaine, le bassiste Larry Knechtel, le guitariste Jerry Cole et le pianiste Leon Russell, avant que McGuinn, Clark et Crosby ne viennent y apporter leurs harmonies vocales.
En attendant la sortie du single, les Byrds prennent leurs quartiers au Ciro's, une boîte de nuit du Sunset Strip, à Hollywood. Ils s'y produisent régulièrement durant les mois de mars et d'avril 1965, ce qui leur permet d'apprendre à mieux se connaître musicalement et de développer leur répertoire, tout en se construisant une image de dandys détachés. Leur popularité va croissant : des célébrités comme Kim Fowley, Peter Fonda, Jack Nicholson, Arthur Lee et Sonny & Cher viennent assister à leurs concerts,,, et chaque soir, des centaines d'adolescents s'amassent à l'entrée du Ciro's dans l'espoir de voir jouer le groupe. Cette passion des jeunes bohémiens et autres hipsters pour les Byrds annonce d'une certaine manière la contre-culture hippie qui déferlera sur la région quelques années plus tard,,.
Le 45 tours Mr. Tambourine Man est publié le 12 avril 1965. En offrant une interprétation de la chanson avec des instruments électrique, les Byrds et leur producteur Terry Melcher ont posé la première pierre d'un nouveau genre : le folk rock. Le son de la guitare à douze cordes Rickenbacker, fortement compressé pour lui donner une couleur beaucoup plus lumineuse et pleine de sustain (« jangle »), devient l'une des marques de fabrique du groupe, qui influence de nombreux artistes dans les années qui suivent. L'autre élément caractéristique de la musique des Byrds apparaît sur ce single : les harmonies vocales du trio McGuinn-Clark-Crosby, les deux premiers chantant à l'unisson et le troisième un ton au-dessus. En l'espace de trois mois, Mr. Tambourine Man se classe no 1 des ventes aux États-Unis comme au Royaume-Uni. Ce succès foudroyant donne lieu à une véritable vague folk rock en 1965-1966, qui voit de nombreux musiciens inspirés par les Byrds connaître à leur tour la réussite dans ce genre,. Le nom même de « folk rock » apparaît dans la presse américaine en juin 1965 pour qualifier le son des Byrds, au moment où leur single atteint le sommet des charts,.
Le premier album des Byrds, également intitulé Mr. Tambourine Man, est publié le 21 juin. Il mêle reprises de chansons folk, parmi lesquelles l'adaptation par Pete Seeger du poème The Bells of Rhymney, reprises de Bob Dylan et compositions des membres du groupe, en particulier Gene Clark. Le 33 tours contribue tout autant que le 45 à populariser le folk rock naissant, se classant dans le Top 10 des ventes aux États-Unis et au Royaume-Uni. Les Byrds deviennent ainsi le premier groupe américain capable de rivaliser commercialement avec les Beatles et les autres groupes de la British Invasion.
Le deuxième 45 tours du groupe est une autre reprise de Bob Dylan : All I Really Want to Do. Les musiciens ne sont guère enthousiastes à l'idée de le sortir, craignant de se retrouver catalogués, mais leur maison de disques leur force la main, persuadée de pouvoir reproduire le succès de Mr. Tambourine Man. Elle sort le 14 juin, afin de concurrencer la reprise de All I Really Want to Do par la chanteuse Cher, parue au même moment sur un autre label,. Aux États-Unis, le duel entre les deux versions se termine en faveur de celle de Cher, celle des Byrds se classant seulement no 40, mais c'est l'inverse au Royaume-Uni, où elles se classent respectivement 9e et 4e.
Les Byrds connaissent alors une popularité considérable chez les adolescents : leurs chansons passent en boucle sur les stations de radio et ils font la couverture des magazines. Ils s'habillent avec sophistication, ce qui tranche avec les costumes de mise chez les groupes de beat. Crosby et McGuinn se distinguent particulièrement, le premier avec sa cape en daim verte, le second avec ses petites lunettes rectangulaires,. Pour ajouter à ce cool californien, les Byrds adoptent une attitude détachée, ne souriant jamais sur scène ou à la télévision. Cet air distant s'explique en partie par les importantes quantités de cannabis qu'ils consomment, et qui ont parfois un effet négatif sur la qualité de leurs concerts. Durant cette période, la presse exprime souvent des réserves vis-à-vis de leurs performances scéniques,.
Les Byrds se produisent en Angleterre en août 1965. Cette tournée britannique, organisée par le promoteur Derek Taylor pour capitaliser sur le succès de Mr. Tambourine Man, connaît de nombreux problèmes : la sonorisation est médiocre, les musiciens tombent malades, et leur dilettantisme sur scène ne leur gagne pas beaucoup d'admirateurs, d'autant que le groupe est vendu au public comme « la réponse américaine aux Beatles », une étiquette bien trop lourde à porter. La presse les éreinte, mais cette tournée leur permet de faire la connaissance de plusieurs musiciens britanniques, dont les Rolling Stones et les Beatles eux-mêmes. Ces derniers prennent la défense des Byrds, qu'ils citent comme des concurrents de poids et leur groupe américain favori. L'influence des Byrds sur les Beatles se fait sentir sur les chansons Nowhere Man et If I Needed Someone de l'album Rubber Soul, sorti au mois de décembre,.

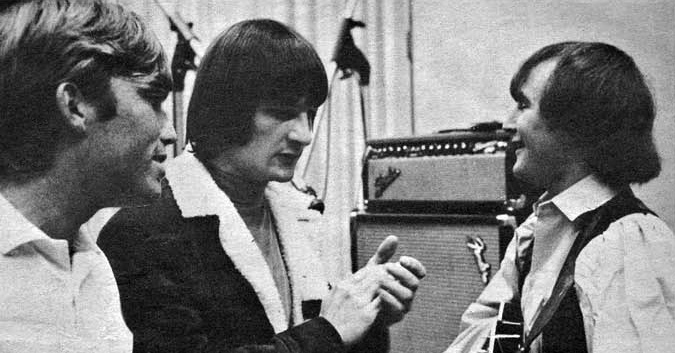
Terry Melcher, Gene Clark et David Crosby en studio en 1965.

Le troisième 45 tours des Byrds aurait dû être une reprise de It's All Over Now, Baby Blue, mais le groupe change d'avis et décide d'enregistrer Turn! Turn! Turn! (To Everything There Is a Season), une composition de Pete Seeger aux paroles tirées de l'Ecclésiaste. Elle sort le 1er octobre 1965 et devient le second no 1 du groupe aux États-Unis. Son message de paix et de tolérance acquiert une résonance particulière dans un pays plongé en pleine guerre du Viêt Nam.
L'album Turn! Turn! Turn! sort au mois de décembre. Comme Mr. Tambourine Man, il comprend un mélange de reprises de chansons folk, de titres de Bob Dylan et de nouvelles compositions, reprenant les harmonies vocales et la guitare jangly caractéristiques du groupe. Les compositions originales sont plus nombreuses cette fois-ci, Gene Clark s'imposant notamment comme un compositeur de premier plan. L'album est bien accueilli dans l'ensemble, même si la critique y voit une copie inférieure de son prédécesseur. Il permet aux Byrds de s'imposer comme l'une des principales forces créatives du rock, aux côtés des Beatles, des Rolling Stones et des Beach Boys. Si l'album se classe no 17 aux États-Unis et no 11 au Royaume-Uni, le single Set You Free This Time, avec sa mélodie mélancolique et ses paroles complexes, ne dépasse pas la 63e place du Billboard en janvier 1966.
Tout semble aller pour le mieux pour les Byrds, mais des tensions voient le jour durant les séances d'enregistrement de l'album Turn! Turn! Turn! Les relations entre le producteur Terry Melcher et le manager Jim Dickson deviennent difficiles, le second espérant remplacer le premier comme producteur du groupe et se montrant par conséquent particulièrement critique à l'égard de son travail. Moins d'un mois après la parution de l'album, Dickson et les Byrds exigent que Melcher soit remplacé et obtiennent gain de cause. Le souhait de Dickson n'est pas exaucé pour autant, puisque Columbia assigne le groupe à Allen Stanton, le directeur de sa branche A&R sur la Côte Ouest,.

### Expérimentations psychédéliques (1966–1967)
Le 22 décembre 1965, les Byrds enregistrent une nouvelle composition aux studios RCA d'Hollywood : Eight Miles High. Ils doivent la réenregistrer quelques semaines plus tard aux studios Columbia, la maison de disques refusant de commercialiser une chanson enregistrée dans un studio concurrent. Eight Miles High marque une étape importante dans l'évolution du groupe, ainsi que dans la naissance du rock psychédélique, un genre émergent auquel des artistes comme Donovan ou les Yardbirds s'essaient également au même moment,,. Musicalement, la chanson est caractérisée par le jeu de guitare novateur de Roger McGuinn, qui s'efforce d'imiter le saxophone de John Coltrane. Elle affiche également des influences indiennes, en particulier le ronronnement de la ligne vocale, évocateur de la musique de Ravi Shankar,. La presse musicale invente l'expression « raga rock » pour désigner la chanson, même si l'influence des râgas indiens se fait davantage sentir sur Why, la face B du 45 tours. À sa sortie, le 14 mars 1966, Eight Miles High est censurée par de nombreuses stations de radio américaines qui considèrent que ses paroles font l'apologie de la drogue, bien que les Byrds et leur management affirment qu'elle s'inspire en réalité du vol en avion qui les a conduits sur le sol britannique l'année précédente. Cette censure joue sans doute un rôle dans les ventes décevantes du single, mais sa nature expérimentale n'a probablement pas facilité les choses,,.
Entre-temps, Gene Clark quitte le groupe au mois de février. Son départ est en partie dû à sa peur de l'avion : témoin d'un accident d'avion mortel dans son enfance, il est victime d'une crise d'angoisse au moment de prendre un avion pour New York avec les Byrds et refuse d'embarquer. Jouant sur le sens original du mot bird (« oiseau »), McGuinn lui déclare alors : « si tu ne peux pas voler, tu ne peux pas être un Byrd ». D'autres facteurs pèsent dans cette décision : Clark se sent de plus en plus isolé au sein du groupe, d'autant que ses crédits d'écriture lui ont permis de devenir le plus riche des cinq musiciens, ce qui n'est pas sans causer un certain ressentiment chez ses camarades. Columbia ne tarde pas à lui offrir un contrat, marquant le début d'une carrière solo saluée par la critique mais largement ignorée du grand public.
Le troisième album des Byrds, Fifth Dimension, sort au mois de juillet. Le groupe y prolonge les expérimentations psychédéliques de Eight Miles High, tandis que Chris Hillman commence à prendre le relais de Gene Clark comme troisième chanteur. La critique lui réserve un accueil mitigé, et il se vend moins bien que ses deux prédécesseurs, marquant le début du déclin de la popularité des Byrds. À la fin de l'année, l'immense majorité du grand public a déjà oublié le groupe. Il est néanmoins considéré comme un précurseur sur la scène underground, et de nouveaux groupes californiens comme Buffalo Springfield, Jefferson Airplane ou Love s'en réclament. Une chanson qui apparait parmi les bonus de cet album et intitulée Why, a été reprise en 1968 par le groupe Tomorrow avec Keith West et Steve Howe. 

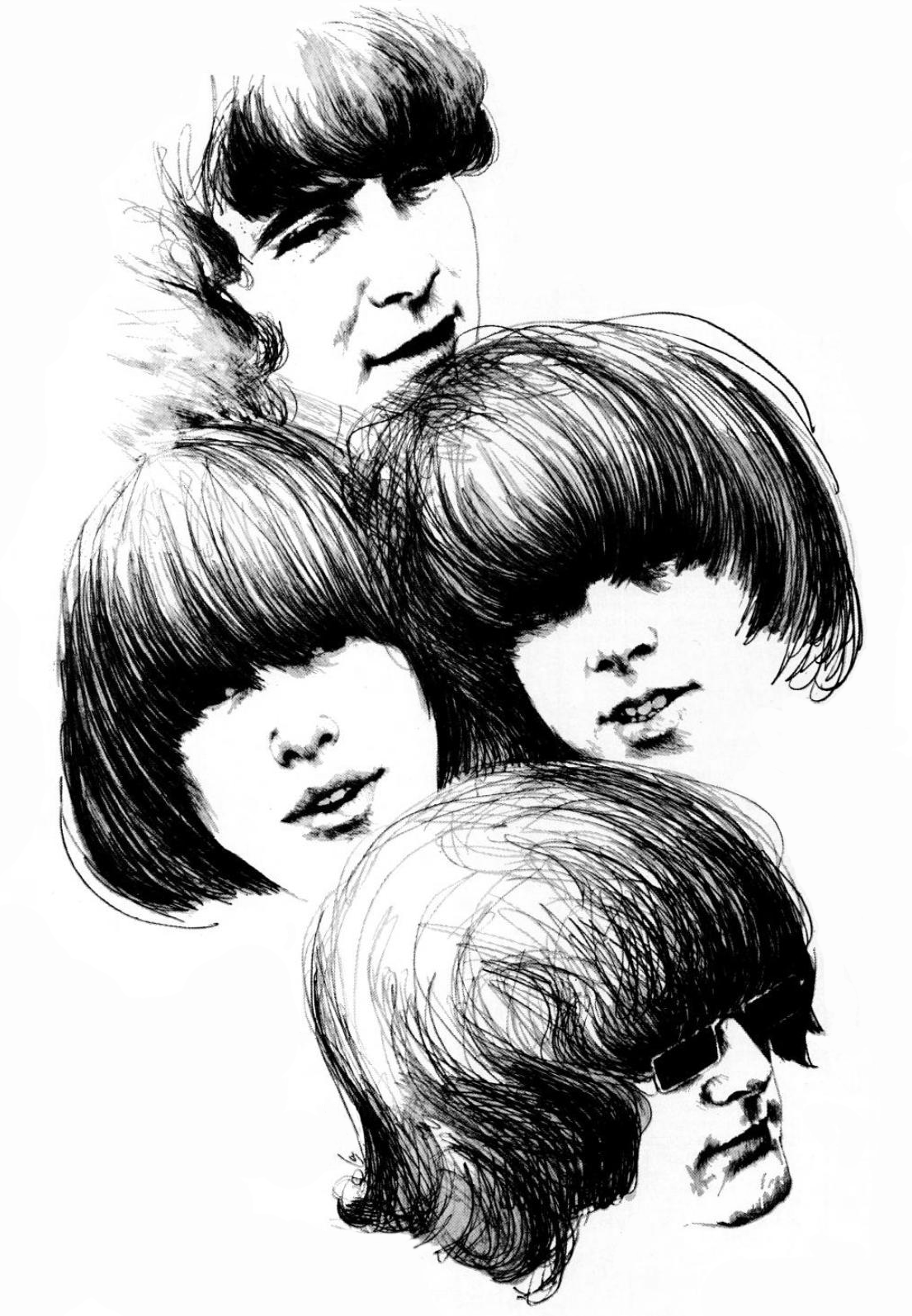
Les Byrds réduits à un quatuor en 1967.

Les Byrds retrouvent les studios du 28 novembre au 8 décembre pour enregistrer leur quatrième album, Younger Than Yesterday. Allen Stanton venant de quitter Columbia pour A&M, le groupe fait appel à Gary Usher pour le remplacer. Son apport se révèle crucial durant cette période. L'album est plus varié que Fifth Dimension, introduisant des éléments psychédéliques au sein de chansons d'inspiration folk ou country. Il inclut notamment une reprise de My Back Pages de Bob Dylan, ainsi que quatre chansons de Chris Hillman, qui s'impose définitivement comme auteur-compositeur. Deux de ses chansons, Time Between et The Girl with No Name, annoncent le virage du groupe vers la country dans les mois qui suivent,.
So You Want to Be a Rock 'n' Roll Star, la première chanson enregistrée durant ces séances, s'en prend avec humour au phénomène des groupes manufacturés comme les Monkees. Elle sort en 45 tours en janvier 1967 et se classe 29e aux États-Unis. L'album sort le mois d'après. Bien accueilli par la critique, il est quelque peu ignoré du grand public et réalise des performances similaires à celles de Fifth Dimension dans les charts,. S'il passe au-dessus de la tête du public adolescent des Byrds, il trouve les faveurs d'une autre catégorie d'auditeurs, plus underground, davantage intéressée par les 33 tours que par les singles à succès.
En juillet 1967 paraît Lady Friend, le premier 45 tours des Byrds dont la face A est écrite par le seul David Crosby. Le groupe a beau faire plusieurs apparitions télévisées pour en assurer la promotion, il réalise des ventes décevantes et ne dépasse pas la 82e place du classement Billboard. Déçu, Crosby accuse le mixage de Gary Usher d'avoir causé cet échec commercial. Au même moment, la compilation The Byrds' Greatest Hits rencontre en revanche un franc succès et ne tarde pas à devenir disque d'or. Elle reste à ce jour l'album le plus vendu du groupe,. Les Byrds se sont entre-temps séparés de leurs managers Jim Dickson et Eddie Tickner, avec qui les relations étaient devenues tendues. Larry Spector est engagé sur une suggestion de Crosby pour s'occuper des finances du groupe, dont les membres décident de se manager eux-mêmes.
Les Byrds se consacrent à leur cinquième album, The Notorious Byrd Brothers, de juin à décembre 1967. Les séances d'enregistrement sont marquées par des tensions croissantes entre les musiciens, qui aboutissent au départ de Mike Clarke et de David Crosby. Le premier claque la porte au mois d'août, las des disputes et mécontent des chansons écrites par les autres membres du groupe. S'il continue à se produire en concert avec les Byrds afin que le groupe respecte ses engagements, ses anciens camarades doivent faire appel aux batteurs Jim Gordon et Hal Blaine pour boucler l'enregistrement de l'album,.
De son côté, Crosby est encore amer de l'échec de Lady Friend, et McGuinn et Hillman ont de plus en plus de mal à supporter chez lui ce qu'ils considèrent comme de l'égocentrisme et un désir de dicter l'orientation musicale des Byrds. Lors du festival de Monterey, en juin, Crosby se distingue en prononçant de longues diatribes politisées entre les chansons. En septembre 1967, il refuse de participer à l'enregistrement de Goin' Back, une chanson écrite par Gerry Goffin et Carole King : selon lui, le groupe ne devrait plus reprendre les chansons d'autres compositeurs, et il presse ses camarades de remplacer Goin' Back par une de ses compositions, Triad, au sujet controversé (un ménage à trois). Il n'obtient pas gain de cause et offre sa chanson à Jefferson Airplane, tandis que Goin' Back est publié en 45 tours et se classe 89e. En fin de compte, Crosby est renvoyé des Byrds par McGuinn et Hillman au mois d'octobre. Il reçoit une compensation financière qu'il utilise pour acheter un voilier et forme peu après le supergroupe Crosby, Stills & Nash. Gene Clark rejoint brièvement les Byrds à la suite du départ de Crosby, mais il en repart au bout de trois semaines, encore une fois à cause de sa peur de l'avion.
Sorti en janvier 1968, The Notorious Byrd Brothers marque l'apogée des expérimentations psychédéliques du groupe, qui mélange folk rock, country, jazz et psychédélisme (parfois au sein d'une seule chanson) et emploie des techniques avancées en studio, comme le phasing ou le flanging,. Plusieurs musiciens de studio y prêtent main-forte aux Byrds, dont le guitariste bluegrass Clarence White, déjà présent sur Younger Than Yesterday, qui apporte une couleur country à plusieurs chansons,. À sa sortie, l'album est bien accueilli par la critique, mais ne dépasse pas la 47e place des ventes.

### Country rock avec Gram Parsons (1968)
Réduits à un duo, Roger McGuinn et Chris Hillman partent à la recherche de nouveaux membres. Kevin Kelley, cousin de Hillman, est rapidement engagé pour tenir la batterie avant une tournée des universités américaines, début 1968. Cependant, il s'avère rapidement impossible de recréer la musique des Byrds pour un simple trio, et McGuinn et Hillman font appel à Gram Parsons comme claviériste,. Ni Parsons, ni Kelley ne sont alors membres à part entière du groupe : ils reçoivent un salaire de la part du duo McGuinn-Hillman et ne sont pas pris en compte lors du renouvellement du contrat des Byrds avec Columbia Records, fin février 1968.
L'album suivant des Byrds doit être une rétrospective de la musique populaire américaine du XXe siècle, mais McGuinn se laisse convaincre par Parsons d'en faire un disque de country rock, dans l'espoir de donner un coup de fouet aux ventes du groupe. Parsons souhaite se servir des Byrds pour populariser la musique country auprès des jeunes fans de rock, un projet qui séduit également Hillman. Le groupe, accompagné de Clarence White, arrive aux studios Columbia de Nashville au mois de mars pour travailler sur l'album Sweetheart of the Rodeo. Le 15 mars, ils se produisent dans l'émission Grand Ole Opry. C'est la première fois qu'un groupe de « hippies chevelus » participe à cette vénérable émission de country, et le public, très conservateur, leur réserve un accueil pour le moins hostile. Ils sont tout aussi mal reçus par le présentateur de radio local Ralph Emery (en) : leur rencontre inspire à Parsons et McGuinn la sarcastique Drug Store Truck Drivin' Man.
Après ce passage à Nashville, les musiciens retournent à Los Angeles pour peaufiner leur album tout au long des mois d'avril et de mai. Durant cette période, Parsons s'efforce d'accroître son emprise sur le groupe : il tente d'imposer l'adjonction d'un joueur de pedal steel guitar, puis, devant le refus de McGuinn, exige un salaire plus élevé et que Sweetheart of the Rodeo paraisse sous le nom Gram Parsons and the Byrds. Les exigences de Parsons lassent jusqu'à Hillman, qui était jusqu'alors son principal soutien au sein du groupe. Durant la post-production de l'album, le chant de Parsons est effacé sur trois des six chansons dont il était l'interprète principal et remplacé par celui de McGuinn et Hillman. Cette décision serait le fruit de problèmes juridiques entre Columbia et LHI Records, label avec lequel Parsons serait encore sous contrat. Cependant, le producteur Gary Usher offre une autre explication : selon lui, il se serait agi d'une décision créative prise par lui-même et les membres du groupe, afin de réduire l'importance de Parsons sur l'album final au profit de celle de McGuinn et Hillman. Le 45 tours You Ain't Going Nowhere, qui sort au mois d'avril, renforce la position de McGuinn : bien qu'il s'agisse d'une chanson profondément country, c'est lui qui la chante, et Parsons n'y tient qu'un rôle négligeable.
Après un concert caritatif au Royal Albert Hall le 7 juillet 1968, Parsons annonce son départ des Byrds : le groupe se prépare à entamer une tournée en Afrique du Sud, mais lui ne souhaite pas se produire dans un pays où règne l'apartheid. Hillman remet en doute sa sincérité, estimant que Parsons souhaite en réalité rester en Angleterre avec ses nouveaux amis Mick Jagger et Keith Richards. Dans l'urgence, un roadie du groupe, Carlos Bernal, se voit confier la guitare rythmique pour la tournée sud-africaine qui commence deux jours plus tard. C'est un désastre à tous points de vue : les musiciens, qui manquent d'entraînement, donnent des concerts médiocres dans des salles où règne la ségrégation raciale (alors que les promoteurs leur avaient promis le contraire), devant un public guère impressionné par leur dilettantisme et leurs prises de position opposées à l'apartheid. Le groupe quitte l'Afrique du Sud dans un concert de critiques négatives et de menaces de mort, tandis que la presse de gauche américaine et britannique fustige leur décision d'entreprendre cette tournée et remet en question leur intégrité politique. McGuinn rétorque qu'il s'agissait pour les Byrds d'influer dans la mesure de leurs maigres moyens sur le statu quo politique du pays et de faire entendre leur opposition à l'apartheid.
Sweetheart of the Rodeo est publié le 30 août 1968, huit semaines après le départ de Gram Parsons. Résolument country, il mêle des standards du genre avec de nouvelles compositions, dont deux reprises de Bob Dylan. S'il ne s'agit pas du premier album de country rock, c'est en revanche le premier à paraître sous le nom d'un artiste de rock aussi prestigieux que les Byrds, six mois avant le Nashville Skyline de Dylan. Ce virage stylistique n'attire au groupe que l'antipathie de l'univers country de Nashville et lui fait perdre ses fans de la contre-culture psychédélique, si bien qu'il ne dépasse pas la 77e place des charts américains, le plus mauvais classement qu'aient connu les Byrds jusqu'alors. Avec le recul, il est désormais considéré comme ayant influencé le mouvement country rock des années 1970, puis la country alternative apparue dans les années 1990,.

### Ère Clarence White (1968–1972)
Fin juillet 1968, Roger McGuinn et Chris Hillman recrutent Clarence White pour remplacer Gram Parsons. White est un musicien de studio réputé, qui a déjà joué avec les Byrds sur tous leurs albums depuis Younger Than Yesterday. C'est Hillman qui suggère son nom, l'estimant capable de jouer aussi bien le répertoire rock du groupe que leurs chansons country plus récentes,. Peu après son arrivée, White parvient à convaincre McGuinn et Hillman de remplacer le batteur Kevin Kelley, dont il n'est pas satisfait, par Gene Parsons, avec qui il a joué au sein du groupe de country rock Nashville West,. Cependant, Chris Hillman est de plus en plus désenchanté par les Byrds depuis le désastre sud-africain, et la manière dont Larry Spector s'occupe (mal) de l'argent du groupe n'arrange pas les choses. Le 15 septembre 1968, après un concert au Rose Bowl de Pasadena, Hillman et Spector en viennent aux mains. Furieux, Hillman jette sa basse et quitte les lieux, ainsi que les Byrds. Il part fonder un nouveau groupe avec Gram Parsons : The Flying Burrito Brothers.
Pour remplacer Hillman, McGuinn engage le bassiste John York. Ex-Sir Douglas Quintet, York a travaillé avec Johnny Rivers et The Mamas and the Papas,. Le quatuor McGuinn-White-Parsons-York entre aux studios Columbia d'Hollywood au mois d'octobre pour enregistrer l'album Dr. Byrds and Mr. Hyde avec le producteur Bob Johnston. Le titre de l'album reflète sa dualité : des passages plus psychédéliques y cohabitent avec le country rock qui est désormais le fonds de commerce du groupe,. C'est le seul album de toute la discographie des Byrds dont l'intégralité des titres sont chantés par McGuinn, qui considère qu'entendre les voix des nouveaux arrivants pourrait semer la confusion parmi les fans du groupe. White, Parsons et York sont donc relégués aux chœurs. Musicalement, l'album se distingue également par l'utilisation du StringBender, un accessoire conçu par Parsons et White qui donne à la Fender Telecaster de ce dernier le son d'une pedal steel guitar. À sa sortie, le 5 mars 1969, les critiques sont bonnes, mais les ventes ne suivent pas : sa 153e place reste le pire classement de l'histoire du groupe aux États-Unis. Il connaît un meilleur accueil de l'autre côté de l'Atlantique, avec des critiques dithyrambiques et une 15e place sur le sol britannique. Dr. Byrds and Mr. Hyde subit la concurrence inattendue de la compilation Preflyte, une série de démos enregistrées en 1964 et publiées par Gary Usher sur son propre label au mois de juillet. Preflyte atteint la 84e place du classement Billboard et reçoit de bonnes critiques.
Après la sortie de Dr. Byrds and Mr. Hyde, une nouvelle reprise de Bob Dylan, Lay Lady Lay, sort en 45 tours au mois de mai, mais elle échoue à inverser la trajectoire des ventes du groupe, ne dépassant pas la 132e place dans le hit-parade. Cette reprise donne lieu à une querelle entre les Byrds et Bob Johnston, ce dernier ayant ajouté des chœurs féminins sur la chanson à l'insu des musiciens, qui ne le découvrent qu'après la sortie du single. Furieux de cet ajout qu'ils jugent inapproprié, ils décident de se passer des services de Johnston pour leur prochain album et font appel à Terry Melcher, qui retrouve ainsi les Byrds après avoir produit leurs deux premiers disques en 1965. Melcher accepte de retravailler avec eux, mais il exige de devenir également leur manager afin de ne pas connaître les mêmes déboires qu'en 1965 avec Jim Dickson.
L'enregistrement de Ballad of Easy Rider prend place de juin à août 1969. Toujours dans une veine country rock, il se compose principalement de reprises et de chansons traditionnelles, avec seulement trois compositions originales. Écrite par McGuinn avec l'aide de Bob Dylan pour le film Easy Rider, la chanson éponyme constitue le premier single tiré de l'album. Le succès du film profite aux Byrds : le single se classe 65e du Billboard, et à sa sortie, au mois de novembre, l'album se classe no 36 aux États-Unis et no 41 au Royaume-Uni,. Deuxième single extrait de l'album, la reprise de Jesus Is Just Alright ne dépasse pas la 97e place aux États-Unis, mais elle inspire les arrangements de la version des Doobie Brothers qui devient un petit hit américain au début de l'année 1973.

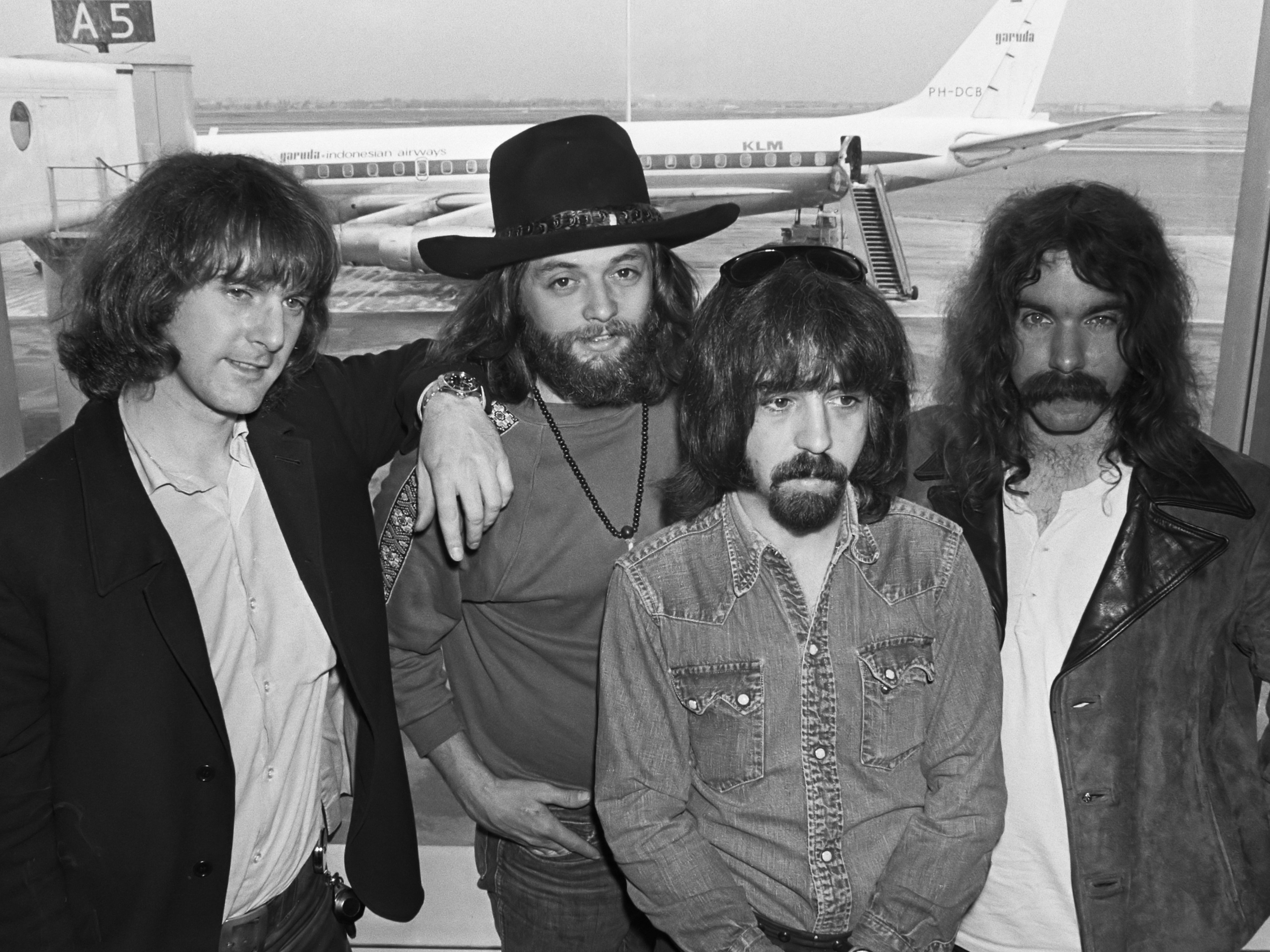
Les Byrds en 1970. De gauche à droite : Roger McGuinn, Skip Battin, Clarence White et Gene Parsons.

Peu avant la sortie de Ballad of Easy Rider, John York est renvoyé au mois de septembre. Mécontent de son rôle au sein des Byrds, il avait également exprimé sa réticence à jouer sur scène des chansons enregistrées avant son arrivée. Les trois autres membres du groupe s'interrogent sur son engagement vis-à-vis d'eux et décident donc de se passer de ses services. Parsons et White proposent de le remplacer par Skip Battin, un bassiste freelance qui a connu le succès tout à la fin des années 1950 au sein du duo Skip & Flip. La composition du groupe reste stable jusqu'à mi-1972, si bien que le quatuor McGuinn-White-Parsons-Battin constitue la formation des Byrds qui a connu la plus grande longévité. C'est également celle que les critiques considèrent comme la plus compétente sur scène, : les nombreux concerts donnés pendant cette période permettent aux musiciens d'affiner leur répertoire.
Au début de l'année 1970, les Byrds ont accumulé suffisamment de nouvelles compositions pour un nouvel album studio, mais leur nouvelle confiance sur scène leur donne aussi envie de sortir un album live. Le producteur Terry Melcher lance l'idée d'un double album, avec un disque enregistré en studio et l'autre en concert. Jim Dickson, l'ex-manager du groupe renvoyé en 1967, est rappelé pour participer au montage des enregistrements live. L'ancien collègue de Dickson, Eddie Tickner, retrouve lui aussi du travail auprès des Byrds en remplacement de Larry Spector. Le double album, intitulé (Untitled), sort le 14 septembre 1970. Pour la critique comme pour les fans, il marque un retour en force du groupe, et les ventes sont bonnes : il se classe 40e aux États-Unis et 11e au Royaume-Uni,. Son disque live inclut des chansons inédites, mais aussi de nouvelles versions des grands succès du groupe qui forgent un lien entre les deux incarnations des Byrds, la nouvelle et l'ancienne : Mr. Tambourine Man, So You Want to Be a Rock 'n' Roll Star, et une version de 16 minutes de Eight Miles High qui occupe une face entière du 33 tours. Le disque studio se compose en majeure partie de nouvelles chansons écrites par les membres du groupe. Plusieurs sont issues de la collaboration de McGuinn avec l'imprésario Jacques Lévy pour une comédie musicale intitulée Gene Tryp restée à l'état de projet,. L'une de ces chansons, Chestnut Mare, est éditée en 45 tours au mois d'octobre. Elle ne dépasse pas la 141e place aux États-Unis, mais rencontre un franc succès au Royaume-Uni où elle se classe 19e au début de l'année 1971, un classement comme les Byrds n'en avaient plus connu outre-Atlantique depuis 1965,.
L'enregistrement de l'album suivant des Byrds, Byrdmaniax prend place de manière irrégulière entre octobre 1970 et le début du mois de mars 1971, toujours avec Terry Melcher aux commandes. Cependant, le groupe donne tellement de concerts durant cette période que les musiciens n'ont guère l'opportunité de se concentrer sur ce qu'ils enregistrent, et le résultat des séances est donc loin d'être idéal. Ils doivent d'ailleurs repartir en tournée sitôt les sessions achevées, laissant Melcher et l'ingénieur du son Chris Hinshaw s'occuper du mixage de l'album en leur absence. Les deux hommes prennent une décision lourde de conséquences, apparemment sans en référer au groupe : ils font appel à l'arrangeur Paul Polena pour ajouter des chœurs gospels, des cordes et des cuivres sur plusieurs chansons,,. D'après Gene Parsons, les Byrds auraient exigé le retrait de ces ajouts en découvrant leur existence, mais Columbia aurait refusé, arguant de restrictions budgétaires. À sa sortie, le 23 juin 1971, Byrdmaniax s'attire principalement des critiques négatives, réduisant presque à néant la popularité regagnée par le groupe après Ballad of Easy Rider. Le magazine Rolling Stone en dresse un portrait particulièrement noir dans son numéro d'août, décrivant les Byrds comme « un groupe mort et ennuyeux » et Byrdmaniax comme « une nouvelle dose de pus ». La plupart des critiques (et les Byrds eux-mêmes) regrettent l'absence du son caractéristique du groupe sur cet album dominé par l'orchestration ajoutée par Melcher. Ce dernier affirme n'avoir agi ainsi qu'afin de sauver ce qui pouvait l'être, en dissimulant du mieux possible le manque d'envie dont avaient fait preuve les musiciens durant les séances d'enregistrement. Au moment où l'album arrive sur le marché, il a déjà démissionné de ses fonctions de manager et producteur du groupe. Malgré les mauvaises critiques, Byrdmaniax se vend assez bien aux États-Unis, avec une 46e place du Billboard à la clef. Il reste cependant l'album le moins apprécié des fans du groupe.
Les Byrds décident d'enregistrer au plus vite un nouvel album, afin de reconquérir le cœur des critiques et du public. Pour ne pas connaître les mêmes déboires qu'avec Melcher, ils se chargent eux-mêmes de le produire,. Farther Along est enregistré en l'espace d'une semaine, du 22 au 28 juillet 1971, aux studios CBS de Londres, alors que le groupe se trouve au Royaume-Uni pour participer au festival de folk de Lincoln. Musicalement, l'album s'éloigne quelque peu du country rock au profit d'influences provenant du rock 'n' roll des années 1950. Il sort le 17 novembre, moins de cinq mois après Byrdmaniax. Si les critiques sont un peu meilleures que celles de Byrdmaniax, les ventes ne suivent pas, avec une maigre 152e place du Billboard. En fin de compte, de l'avis de Johnny Rogan, la rapidité avec laquelle les musiciens ont cherché à faire oublier la débâcle de Byrdmaniax a joué contre eux, en leur faisant produire un album tout aussi défaillant.

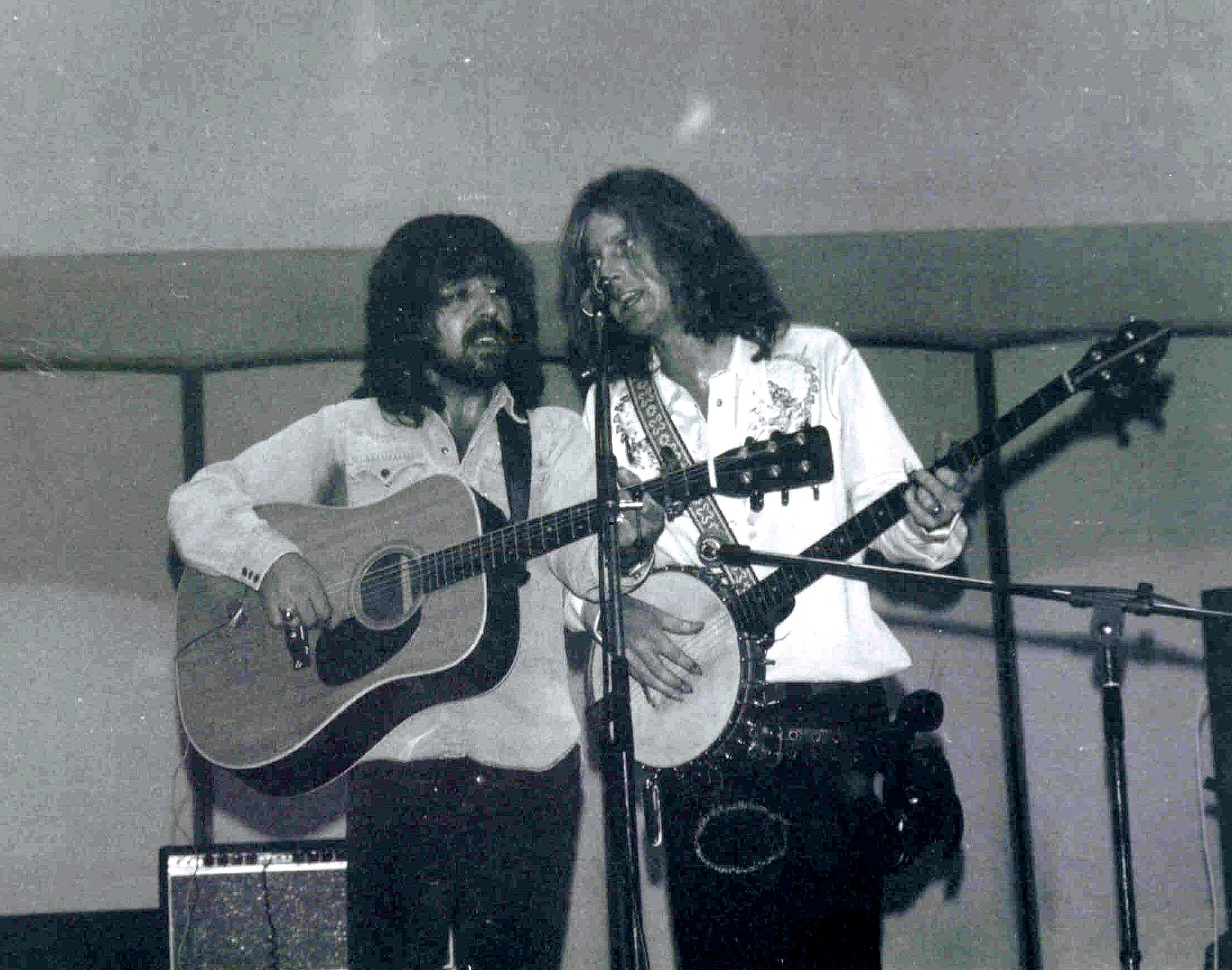
Clarence White et Roger McGuinn sur scène en septembre 1972.

Après la sortie de Farther Along, les Byrds continuent à se produire sur scène tout au long de l'année 1972, sans projets d'album ou de single. Gene Parsons est renvoyé au mois de juillet pour diverses raisons : McGuinn est de moins en moins satisfait de ses performances, lui-même est de plus en plus las du découragement général qui règne dans les rangs du groupe, et les deux se sont querellés au sujet de leurs paies. Le musicien de studio John Guerin le remplace de septembre 1972 à janvier 1973, sans jamais devenir membre du groupe à part entière, bien qu'il participe à plusieurs séances d'enregistrement avec les Byrds. Trois chansons où il apparaît sont parues officiellement : des versions live de Mr. Tambourine Man et Roll Over Beethoven sur la bande originale du film Banjoman d'Earl Scruggs, et une version studio de Bag Full of Money parue en 2000 sur la réédition CD de Farther Along,. Skip Battin est à son tour renvoyé après le concert du 10 février 1973 à Ithaca, McGuinn ayant subitement décidé que son jeu de basse n'est plus assez bon pour le groupe,. Pour assurer les concerts prévus les 23 et 24 février, il fait appel à son ancien camarade Chris Hillman, qui accepte de participer à ces deux dates pour 2 000 dollars et amène avec lui le batteur Joe Lala. Après le concert désastreux du 24, McGuinn annule les engagements ultérieurs du groupe et le dissout afin de laisser place à la réunion des cinq membres d'origines du groupe. Clarence White trouve la mort dans un accident quelques mois plus tard, le 14 juillet 1973.

### Éphémères réunions (1972–1973, 1989–1991, 2000)
Dès juillet 1971, l'idée d'une réunion des cinq Byrds originaux est évoquée. Le projet prend forme courant 1972, lorsque David Geffen, le fondateur d'Asylum Records, propose à chacun d'eux une somme d'argent conséquente pour qu'ils enregistrent ensemble un disque pour son label. Les cinq musiciens se retrouvent chez Roger McGuinn en octobre 1972 pour mener leurs premières répétitions et choisir les chansons qui apparaîtront sur l'album. L'enregistrement se déroule aux studios Wally Heider de Los Angeles du 16 octobre au 15 novembre.
Une fois l'album mis en boîte, David Crosby convainc McGuinn de dissoudre l'autre incarnation des Byrds, celle dont les albums sont parus chez Columbia. De l'avis de Crosby, « il n'y a jamais eu que cinq Byrds », et les musiciens recrutés par McGuinn au fil des ans n'ont jamais gagné grâce à ses yeux. L'esprit de conciliation qui règne incite McGuinn à dissoudre les Byrds de Columbia en février 1973. L'album de la réunion, intitulé simplement Byrds, est publié le 7 mars 1973. Il inclut notamment des reprises de Joni Mitchell et Neil Young, ainsi que deux compositions de Gene Clark, Changing Heart et Full Circle. Cette dernière est éditée en 45 tours, mais n'entre dans aucun hit-parade,. L'album se classe quant à lui no 20 aux États-Unis, la meilleure position qu'aient connu les Byrds depuis Turn! Turn! Turn! en 1965. En revanche, les critiques sont mitigées. Elles sont notamment promptes à déplorer l'absence du son de guitare jangly qui était caractéristique des premiers albums du groupe.
Au vu de cet accueil tiède, la tournée de promotion prévue est annulée et les cinq Byrds abandonnent l'idée de rester ensemble plus longtemps. Avec le recul, ils justifient l'échec de l'album Byrds en expliquant que son enregistrement a été trop précipité et que Gene Clark a été le seul à apporter ses meilleures compositions, les autres ayant préféré les garder pour leurs projets en solo,.
Après l'échec de cette réunion, les cinq Byrds repartent chacun de leur côté. La sortie du premier album solo de McGuinn, au mois de juin 1973, marque la fin de l'histoire du groupe. McGuinn, Clark et Hillman recommencent à travailler ensemble à partir de 1977 sous la forme d'un trio relativement lâche, à l'image de Crosby, Stills, Nash and Young. Ils enregistrent deux albums (McGuinn, Clark & Hillman, 1979, et City, 1980), donnent des concerts dans plusieurs pays et parviennent même à classer un single (Don't You Writer Her Off) dans le Top 40 américain en mars 1979. Après le départ de Clark, fin 1979, McGuinn et Hillman enregistrent encore un album ensemble (McGuinn - Hillman, 1981) avant de se séparer.

## Discographie

### Albums studio
| Date              | Titre                                | Label             | Classement | Classement |
| Date              | Titre                                | Label             | US         | UK         |
| ----------------- | ------------------------------------ | ----------------- | ---------- | ---------- |
| 21 juin 1965      | Mr. Tambourine Man                   | Columbia          | 6          | 7          |
| 6 décembre 1965   | Turn! Turn! Turn!                    | Columbia          | 17         | 11         |
| 18 juillet 1966   | Fifth Dimension                      | Columbia          | 24         | 27         |
| 6 février 1967    | Younger Than Yesterday               | Columbia          | 24         | 37         |
| 15 janvier 1968   | The Notorious Byrd Brothers          | Columbia          | 47         | 12         |
| 30 août 1968      | Sweetheart of the Rodeo              | Columbia          | 77         | —          |
| 3 février 1969    | Dr. Byrds and Mr. Hyde               | Columbia          | 153        | 15         |
| 10 novembre 1969  | Ballad of Easy Rider                 | Columbia          | 36         | 41         |
| 14 septembre 1970 | (Untitled)                           | Columbia          | 40         | 11         |
| 3 juin 1971       | Byrdmaniax                           | Columbia          | 46         | —          |
| 17 novembre 1971  | Farther Along                        | Columbia          | 152        | —          |
| 7 mars 1973       | Byrds                                | Asylum            | 20         | 31         |
| 22 février 2000   | Live at the Fillmore - February 1969 | Columbia / Legacy | —          | —          |
| 17 juillet 2008   | Live at Royal Albert Hall 1971       | Sundazed          | —          | —          |

### Singles
| Date             | Titre                                                            | Classement | Classement | Album                       |
| Date             | Titre                                                            | US         | UK         | Album                       |
| ---------------- | ---------------------------------------------------------------- | ---------- | ---------- | --------------------------- |
| 7 octobre 1964   | Please Let Me Love You / Don't Be Long                           | —          | —          | —                           |
| 12 avril 1965    | Mr. Tambourine Man / I Knew I'd Want You                         | 1          | 1          | Mr. Tambourine Man          |
| 14 juin 1965     | All I Really Want to Do / I'll Feel a Whole Lot Better           | 40         | 4          | Mr. Tambourine Man          |
| 1er octobre 1965 | Turn! Turn! Turn! / She Don't Care About Time                    | 1          | 26         | Turn! Turn! Turn!           |
| 10 janvier 1966  | Set You Free This Time / It Won't Be Wrong                       | 63         | —          | Turn! Turn! Turn!           |
| 14 mars 1966     | Eight Miles High / Why                                           | 14         | 24         | Fifth Dimension             |
| 13 juin 1966     | 5D (Fifth Dimension) / Captain Soul                              | 44         | —          | Fifth Dimension             |
| 6 septembre 1966 | Mr. Spaceman / What's Happening?!?!                              | 36         | —          | Fifth Dimension             |
| 9 janvier 1967   | So You Want to Be a Rock 'n' Roll Star / Everybody's Been Burned | 29         | —          | Younger Than Yesterday      |
| 13 mars 1967     | My Back Pages / Renaissance Fair                                 | 30         | —          | Younger Than Yesterday      |
| 22 mai 1967      | Have You Seen Her Face / Don't Make Waves                        | 74         | —          | Younger Than Yesterday      |
| 13 juillet 1967  | Lady Friend / Old John Robertson                                 | 82         | —          | —                           |
| 20 octobre 1967  | Goin' Back / Change Is Now                                       | 89         | —          | The Notorious Byrd Brothers |
| 2 avril 1968     | You Ain't Goin' Nowhere / Artificial Energy                      | 74         | 45         | Sweetheart of the Rodeo     |
| 2 septembre 1968 | I Am a Pilgrim / Pretty Boy Floyd                                | —          | —          | Sweetheart of the Rodeo     |
| 7 janvier 1969   | Bad Night at the Whiskey / Drug Store Truck Drivin' Man          | —          | —          | Dr. Byrds and Mr. Hyde      |
| 2 mai 1969       | Lay Lady Lay / Old Blue                                          | 132        | —          | —                           |
| 1er octobre 1969 | Ballad of Easy Rider / Oil in My Lamp                            | 65         | —          | Ballad of Easy Rider        |
| 15 décembre 1969 | Jesus Is Just Alright / It's All Over Now, Baby Blue             | 97         | —          | Ballad of Easy Rider        |
| 23 octobre 1970  | Chestnut Mare / Just a Season                                    | 121        | 19         | (Untitled)                  |
| 20 août 1971     | Glory, Glory / Citizen Kane                                      | 110        | —          | Byrdmaniax                  |
| 29 novembre 1971 | America's Great National Pastime / Farther Along                 | —          | —          | Farther Along               |
| 11 avril 1973    | Full Circle / Long Live the King                                 | 109        | —          | Byrds                       |
| juin 1973        | Cowgirl in the Sand / Long Live the King                         | —          | —          | Byrds                       |